# Amszterdam
Amszterdam (hollandul: Amsterdam) Hollandia fővárosa és legnagyobb települése, közigazgatásilag nagyvárosi község. A holland alkotmány és a gyakorlat megkülönbözteti egymástól az ország kormányzati székhelyét és legjelentősebb gazdasági és kulturális központját, és nemzetközileg szokatlan módon az utóbbit, Amszterdamot nevezi Hollandia fővárosának, bár Hága a kormány, a parlament székhelye és Vilmos Sándor holland király is Hágában él és dolgozik. Amszterdam lakosainak száma 2023-ban 921 468 fő volt. Nagy-Amszterdam fővárosi régiójának 2022 novemberében 1 459 402 lakosa volt. A város az ország nyugati részén, Észak-Holland tartományban fekszik, de nem Amszterdam e tartomány fővárosa, hanem Haarlem.
A város globális jelentőségű gazdasági, pénzügyi és kulturális központ, világváros. A holland főváros az egyik leginkább multikulturális város a világon, mintegy 180 nemzetiség képviselteti itt magát. A fejlett országokból és a feltörekvő országokból érkezett külföldiek és külföldi származású holland állampolgárok tömegei dolgoznak a városban a legkülönbözőbb foglalkozásokban, vezetőként vagy egyszerű dolgozóként egyaránt. A holland mellett az angol nyelv is általánosan használatos. 
A város szerkezetének, közlekedésének meghatározó elemei a történelmi épületekkel szegélyezett csatornák, ezért Amszterdamot – számos más városhoz hasonlóan – Észak Velencéje néven is emlegetik.

## Nevének eredete
Az Amstel folyónak az IJ vizébe vezető torkolatánál, valószínűleg az 1170-es és 1173-as pusztító áradások után, gátat (hollandul dam) építettek, és erről kapta a település a nevét („az Amstel gátja”).

## Földrajza

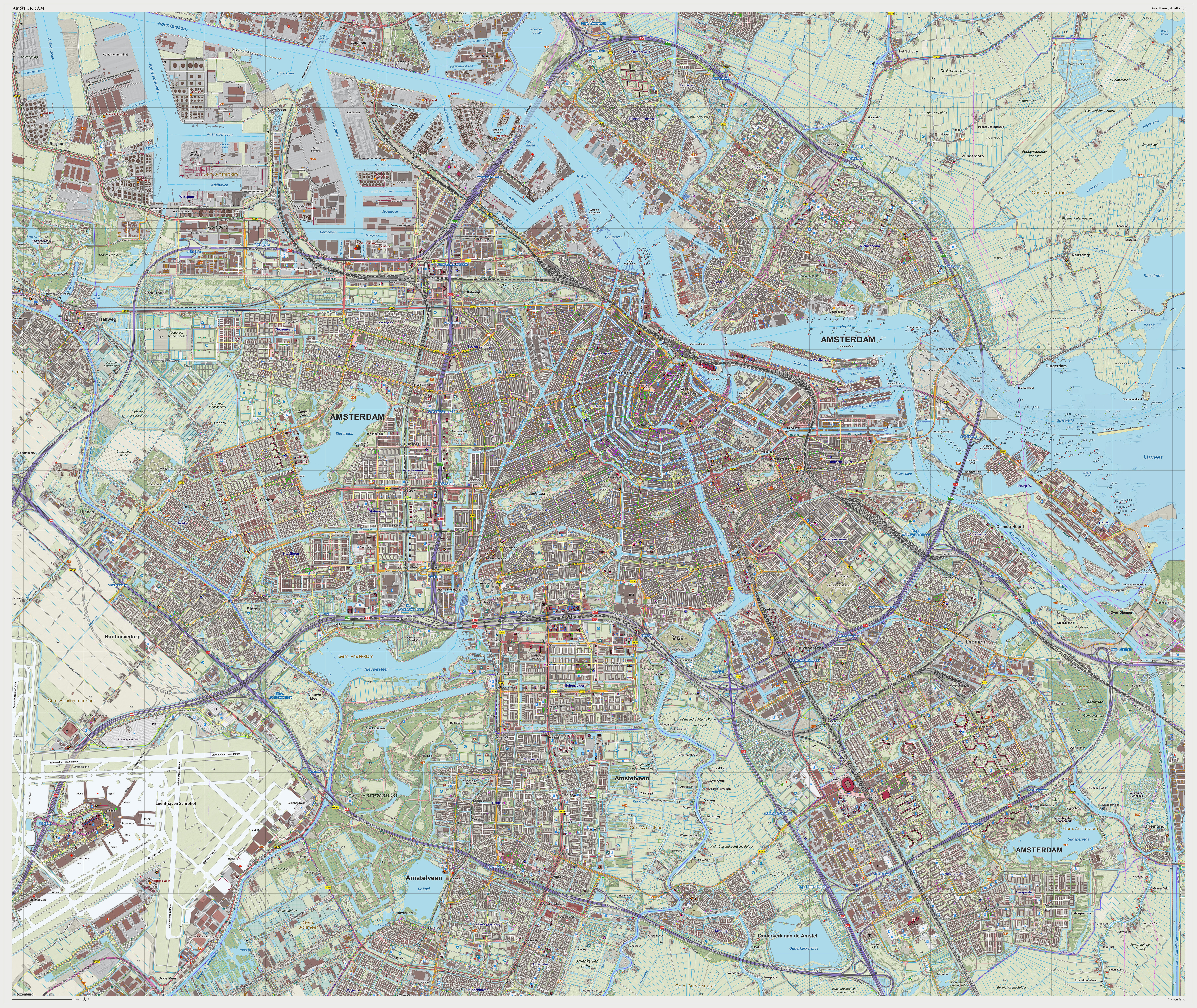
Amszterdam topográfiai térképe, 2014 március

Amszterdam Észak-Holland tartományban, Hollandia nyugati részén terül el, az Amstel és az IJ vizei partján. Az amszterdami kikötő az Északi-tengeri-csatornán keresztül kapcsolódik az Északi-tengerhez. A városközpontot a csatornák körülbelül 90 „szigetre” osztják. 31 számozott zsilip van a csatornákon. A településen 1943 számozott híd van, közülük 252 a belvárosban. Ezek közül 902-nek van neve. A városközpont körülbelül egy méterrel van a tengerszint felett, és a környékéhez hasonlóan nagyon lapos, polder jellegű táj. Egyes részein, mint a Haarlemmermeer, Watergraafsmeer és a Beemster egykori, kiszárított tavak helyén fekszik.

## Története
A 12. század végi kis halászfalu elsősorban kereskedelme fejlődésének köszönhetően a holland aranykorban (17. század) a világ egyik legfontosabb kikötővárosa lett. Ekkoriban a város a nemzetközi pénzügyek és a gyémántkereskedelem vezető központja volt. A 19. és 20. században a város sokat bővült, sok új külvárost terveztek és építettek. Amszterdam 17. századi csatornái és a 19. és 20. századi amszterdami védelmi vonal az UNESCO világörökségi listáján szerepel. 
A város Hollandia kulturális fővárosa is. Számos nagy holland cégnek itt van a székhelye, a világ 500 legnagyobb vállalatából hétnek – köztük a Philips, az AkzoNobel, a Booking valamint az ING. Emellett számos vezető technológiai vállalat rendelkezik európai központtal Amszterdamban, mint például az Uber, a Netflix és a Tesla. 2012-ben Amszterdam lett a második legélhetőbb város, az Economist Intelligence Unit (EIU) szerint, és a világ 12. legélhetőbb városa a Mercer szerint. Az amszterdami kikötő a 21. század elején is a második legnagyobb az országban, és az ötödik legnagyobb Európában. A híres amszterdami lakosok közé tartozik a naplóíró Anne Frank, Rembrandt van Rijn és Vincent van Gogh festők, valamint Baruch Spinoza filozófus.

## Éghajlat
Éghajlata óceáni: a tél jóval enyhébb, mint hazánkban (januári középhőmérséklet 2,2 °C), a nyár viszont hűvös (júliusban 17,4 °C). Sokat esik az eső.
| Hónap                              | Jan. | Feb. | Már. | Ápr. | Máj. | Jún. | Júl. | Aug. | Szep. | Okt. | Nov. | Dec. | Év   |
| ---------------------------------- | ---- | ---- | ---- | ---- | ---- | ---- | ---- | ---- | ----- | ---- | ---- | ---- | ---- |
| Átlagos max. hőmérséklet (°C)      | 5,8  | 6,3  | 9,6  | 13,5 | 17,4 | 19,7 | 22,0 | 22,1 | 18,8  | 14,5 | 9,7  | 6,4  | 13,9 |
| Átlaghőmérséklet (°C)              | 3,4  | 3,5  | 6,1  | 9,1  | 12,9 | 15,4 | 17,6 | 17,5 | 14,7  | 11,0 | 7,1  | 4,0  | 10,2 |
| Átlagos min. hőmérséklet (°C)      | 0,8  | 0,5  | 2,6  | 4,6  | 8,2  | 10,8 | 13,0 | 12,8 | 10,6  | 7,5  | 4,2  | 1,5  | 6,5  |
| Átl. csapadékmennyiség (mm)        | 79   | 57   | 73   | 46   | 59   | 71   | 78   | 86   | 85    | 100  | 94   | 88   | 915  |
| Havi napsütéses órák száma         | 63   | 88   | 126  | 183  | 222  | 206  | 217  | 197  | 139   | 109  | 62   | 51   | 1662 |
| Forrás: http://www.klimaatatlas.nl |      |      |      |      |      |      |      |      |       |      |      |      |      |

## Városkép

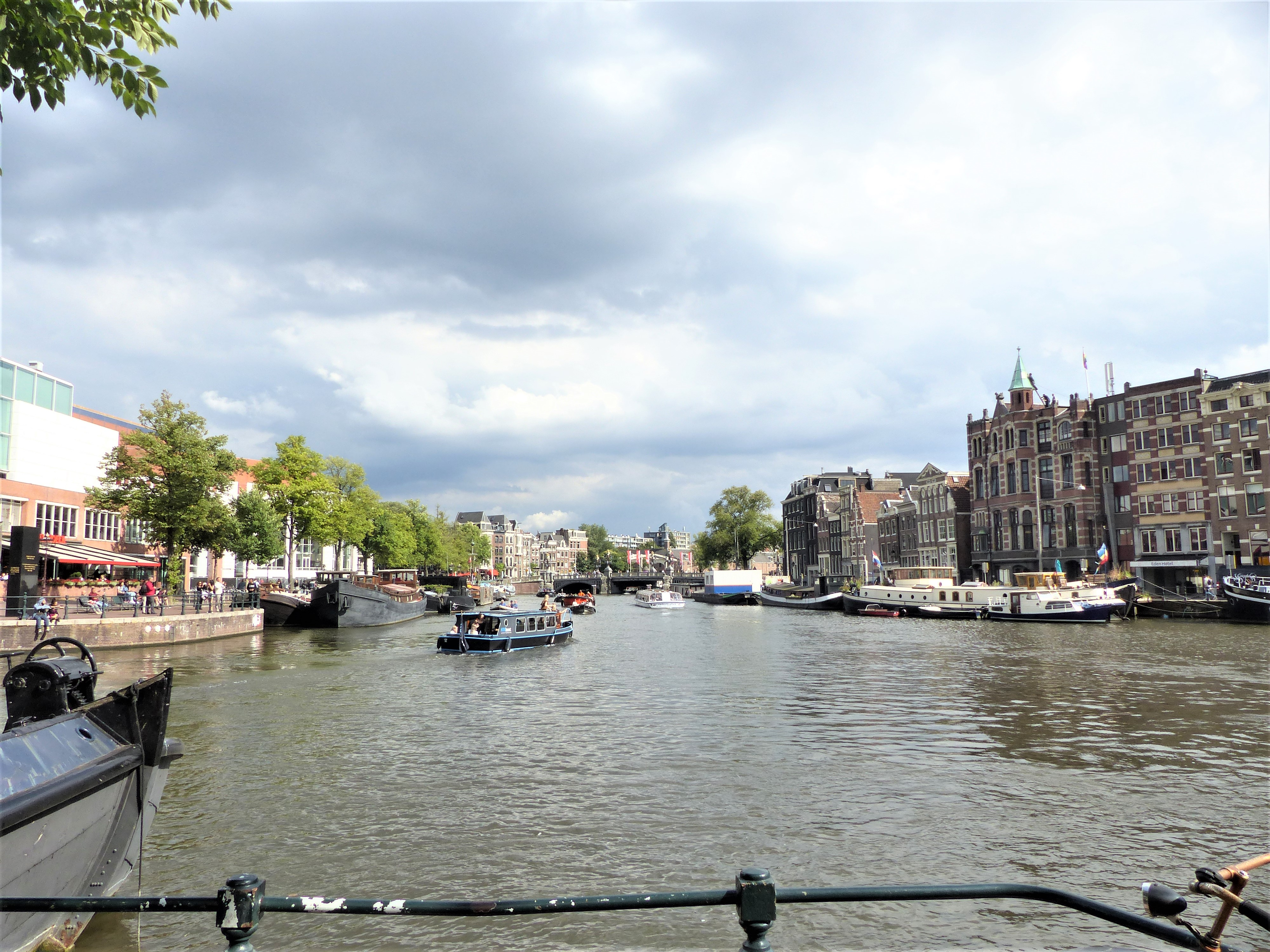
Az Amstel

A város névadója az Amstel folyó, amely itt ömlik az IJssel-tó délnyugati öblébe, az IJbe. Az IJ valaha az Északi-tenger nagy öblének, a Zuiderzeenek a nyúlványa volt, de 1932-ben ezt lezárták, és egy tavat hoztak létre. A tengerszakasz elzárása lehetővé tette, hogy a város megmeneküljön a gyakori áradásoktól, és hogy a tengerfenék egy részét kiszárítsák. A várost az Északi-tengerrel és a Rajnával csatorna köti össze. Az IJ most az Ijssel-tó vizének egy részét vezeti a Nordzeekanal csatornán át az Északi-tengerbe, vize így folyóvíznek tekintendő.
Amszterdam 207 négyzetkilométeres területének ötödrészét az öböl, a kikötőmedencék, a csatornák, és a folyók vízfelületei foglalják el. A város körútjait, sugárútjait, a csatornák (grachtok) alkotják, melyeknek hosszúsága 44 km. A város így kb. 100 szigetre tagolódik, melyeket a grachtok fölött átívelő hidak kapcsolnak össze egymással. Méltán nevezhetik a vizek városának, és Észak Velencéjének is.
A város központjában található a Dam tér. A süppedős, ingatag, puha homoktalajban a házakat valamikor facölöpökre építették, manapság betonoszlopokat alkalmaznak az alapozáshoz. A rengeteg víz ellenére kevés az iható, ezt is az Északi-tenger parti dűnék kútjaiból kapják. Hogy ezek a kutak el ne apadjanak, csővezetéken át a Rajna tisztított vizét szivattyúzzák a dűnevidékre, ahol a homok természetes szűrőként tovább javítja a minőséget.

## Népessége
| Lakosok száma | 54 000 | 206 000 | 200 600 | 224 000 | 317 000 | 523 577 | 825 080 | 851 573 | 860 124 | 921 468 |
|               | 1600   | 1675    | 1796    | 1850    | 1879    | 1900    | 2015    | 2017    | 2018    | 2023    |

Amszterdam már a középkortól nyitott, a menekülteket és bevándorlókat befogadó város. A második világháború után több hullámban érkeztek vendégmunkások, majd az ezredfordulótól a nemzetközi nagyvállalatok amszterdami központjai vonzottak rengeteg külföldi szakembert. 2022-ben a városban képviselt nemzetiségek számát több mint 180-ra becsülték.

## Címere, zászlaja

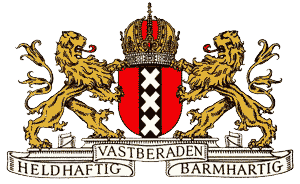
Amszterdam címere

A város zászlaja

A város címere a három függőlegesen egymás alatt elhelyezkedő Szent András keresztből áll.  A zászlón hasonlóképpen a három kereszt látható. E motívum eredetére vonatkozóan számos különböző elképzelés ismert. A történészek szerint a címer a Persijn család címerére vezethető vissza. (A hagyomány szerint Jan Persijn alapította az első települést a mai Dam helyén.)  A család más egykori birtokaival (Amstelveen, Ouder-Amstel, Duivendrecht és Ouderkerk aan de Amstel) kapcsolatban is megtalálható ez a motívum.
Más magyarázatok szerint a keresztek a várost fenyegető három csapást jelképezik, a vizet, a tüzet és a pestist. Megint másik elképzelés szerint a keresztek eredetileg az Amstel folyó három gázlóját jelentik.
A császári korona I. Miksa német-római császár engedélyével került a címerre a város anyagi támogatásának elismeréseképpen. A címer alján látható felirat „Heldhaftig, Vastberaden, Barmhartig” a város hivatalos jelmondata, magyarul „Vitéz, elszánt, könyörületes”, amelyet 1946-ban Vilma királynő (uralkodott 1890–1948 között) adományozott a városnak a második világháború alatti helytállásának elismeréseként. Az oroszlánok a 16. században kerültek a címerre.

## Látnivalók
Az Amszterdami Értéktőzsde, a világ legrégebbi tőzsdéje, a város központjában található. Amszterdam fő látnivalói, a történelmi csatornák, a Rijksmuseum, a Van Gogh Múzeum, a Stedelijk Múzeumot, az Amszterdam Hermitage, az Anne Frank Ház, a Scheepvaartmuseum, az Amszterdami Múzeum, a Heineken Experience, az Amszterdami Királyi Palota, az amszterdami állatkert, a Hortus Botanicus Amszterdam, a NEMO Tudományos Múzeumot, együtt évente több mint 5 millió nemzetközi látogatót vonzanak. A város az éjszakai életéről és a fesztiváljairól is híres; több éjszakai klubja (Melkweg, Paradiso) a világ leghíresebb klubjai közé tartozik.
A város piroslámpás negyede, a De Wallen szintén ismert turistalátványosság, nemcsak a kínált, máshol illegális szórakozások fogyasztóinak, hanem a hangulat iránt érdeklődő kívülállók számára is.
- Dam tér
- Királyi palota

## Kultúra

### Múzeumok

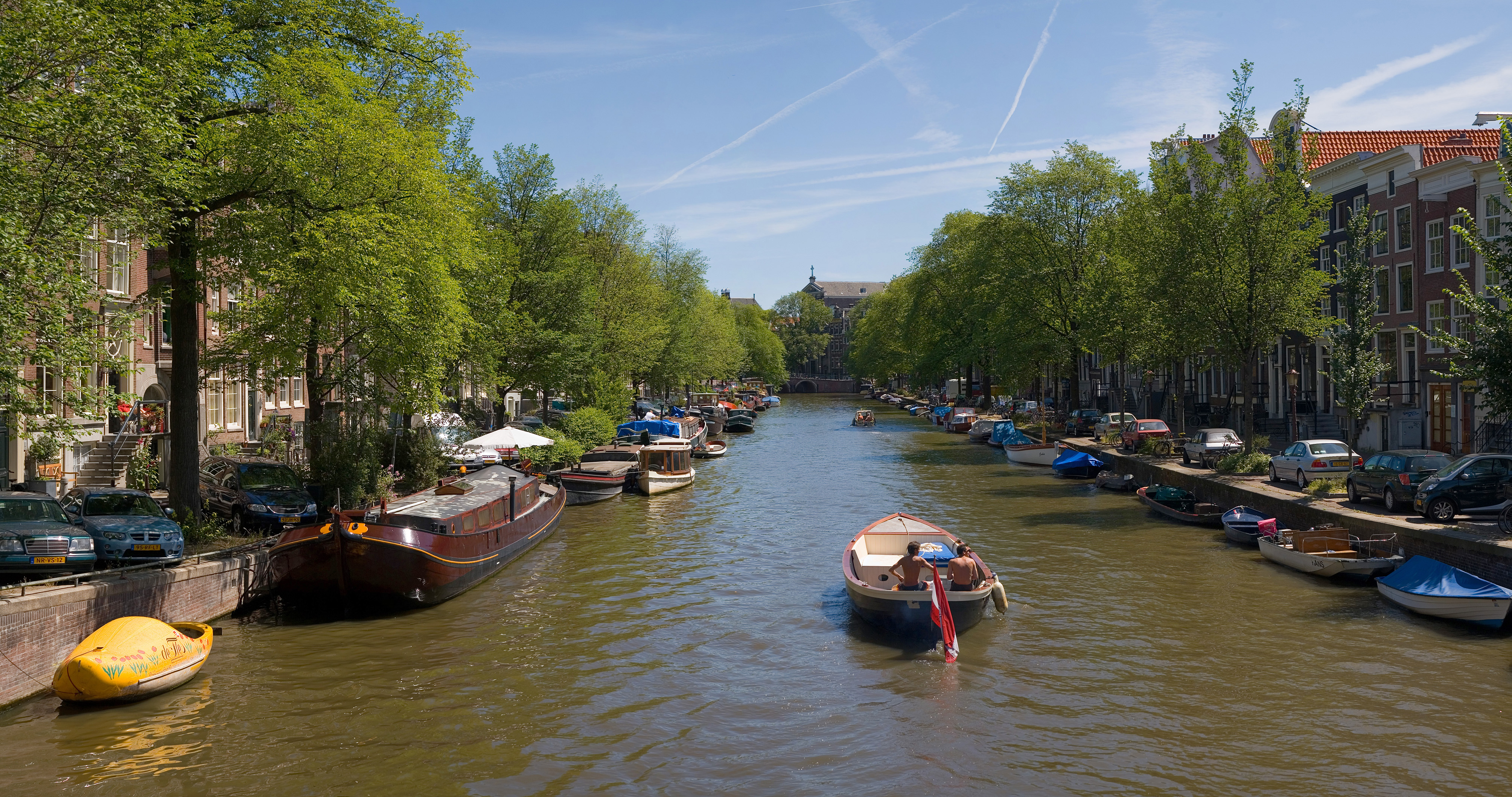
Amszterdamban három jelentősebb főcsatorna található: a Herengracht, a Prinsengracht és a Keizersgracht, amelyek koncentrikus félköröket formálnak a középkori belváros körül

- Rijksmuseum – Hollandia nemzeti múzeuma, itt látható többek között Rembrandt: Éjjeli őrjárat című híres festménye. Ezen kívül számos híres Frans Hals, Vermeer, Jacob van Ruisdael és Jan Steen alkotást őriznek falai között. Érdekességei továbbá a babaház-kollekció valamint a delfti porcelán gyűjteményei.
- Van Gogh Múzeum – a híres németalföldi festő alkotásainak legnagyobb gyűjteménye: itt látható például a Krumplievők, az Arles-i hálószoba valamint a Napraforgó-sorozat egyik darabja.
- Stedelijk Museum – modern művészetek múzeuma
- Hermitage Amsterdam – a szentpétervári Ermitázs amszterdami tagozata
- Rembrandthuis – Rembrandt egykori házában kialakított múzeum, itt élt a művész 1639-től haláláig.
- Anne Frankhuis – ebben a házban élt, majd bujkált a holokauszt elől a Frank család. Anne Frank itt írta híres naplóját
- Amszterdami Múzeum – 2010-ig Amszterdami Történeti múzeum, Amsterdams Historisch Museum  – főleg a város több évszázados történetébe nyújt betekintést
- Tropenmuseum – antropológiai gyűjtemény
- Nederlands Scheepvaartmuseum – a holland hajózás történetét mutatja be.

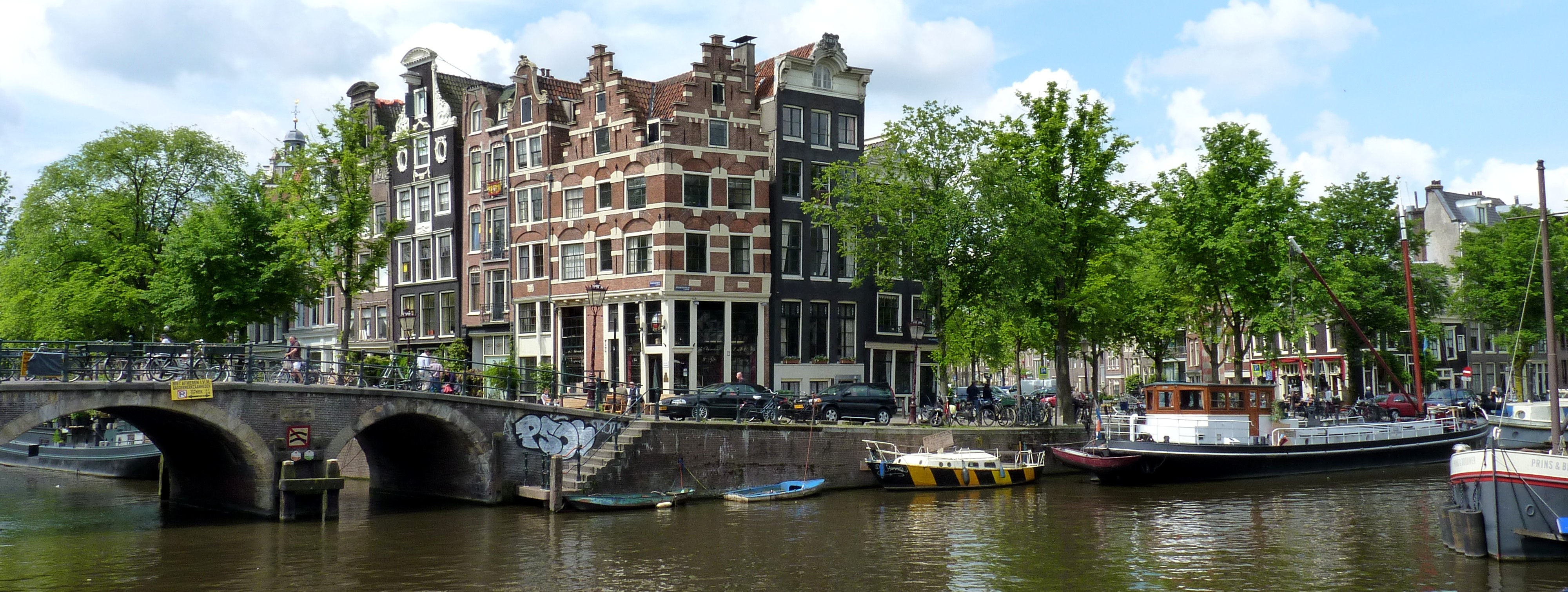

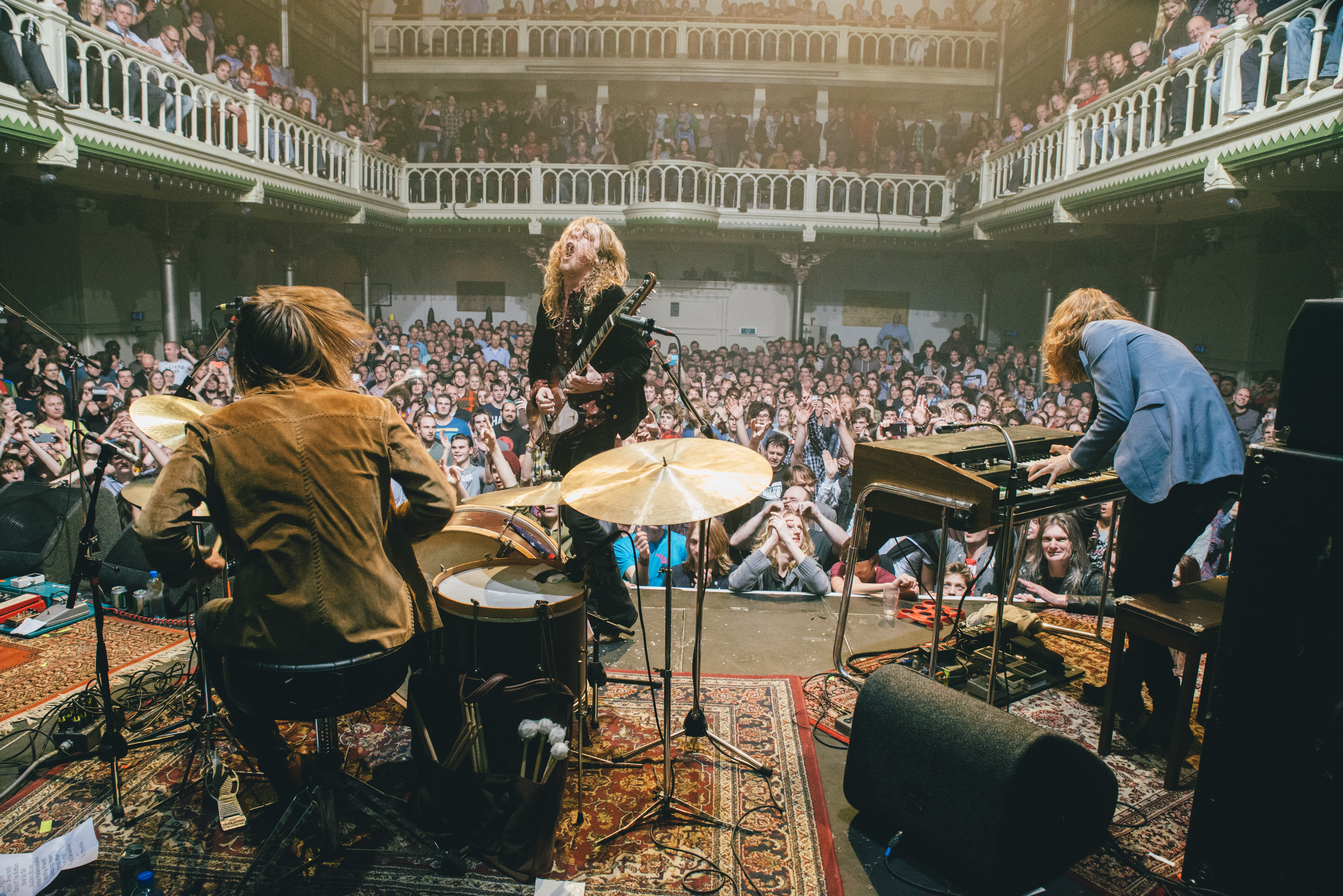
DeWolff a Paradiso-ban

- Ellenállók Múzeuma (Verzetsmuseum)

### Éjszakai élet

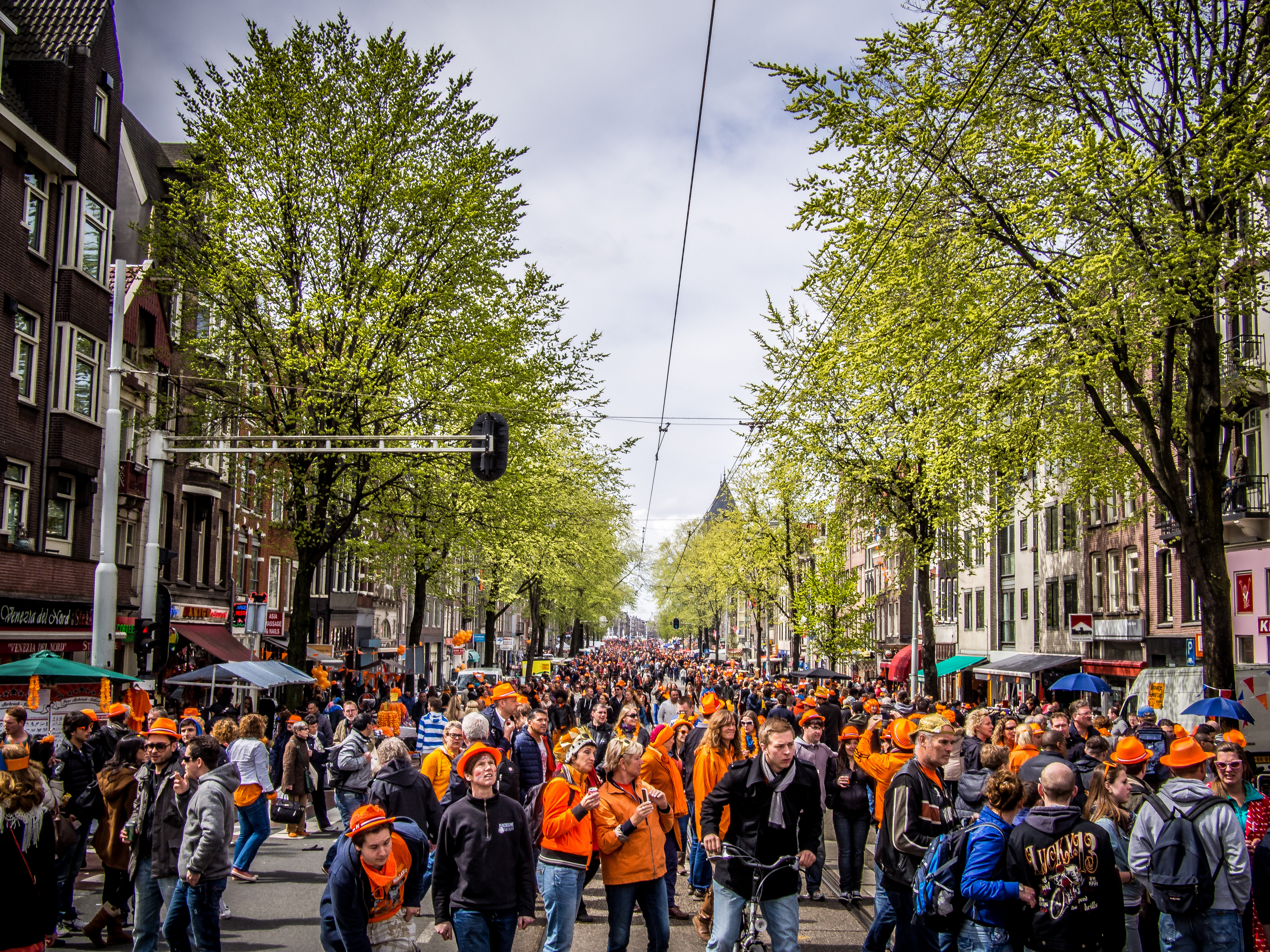
Konnininnedag, a királynő napja Amszterdamban, 2013

Amszterdam híres élénk és változatos éjszakai életéről. Amszterdamban sok kávézó található. Vannak a nagyok és a modernek, meg kicsik és hangulatosak. A tipikus Bruine Kroeg (barna kávézó) régimódi hangulatot áraszt a fények, a gyertyák miatt a kissé régebbi vásárlók számára. A legtöbb kávézó nyáron teraszos. A Leidseplein nyáron gyakori látvány az éttermek tele teraszokkal, ahol sört vagy bort fogyasztanak. Sok étterem található Amszterdamban is. Mivel Amszterdam multikulturális város, számos különböző éttermet találhatunk. Az éttermek széles választékát kínálják a meglehetősen fényűző és drága ételeknek, valamint a rendes és megfizethető ételeknek is. Amszterdam számos diszkóhelyet is magában foglal. A turisták számára a két fő éjszakai szórakozóhely a Leidseplein és a Rembrandtplein. A Paradiso, a Melkweg és a Sugar Factory kulturális központok. Példák a Rembrandtplein közelében található diszkókra: az Escape, az Air, a John Doe és a Club Abe. Szintén figyelemre méltó a Panama, a Hotel Arena (East), a Trouw Amsterdam és a Studio 80. A központi pályaudvar közelében található Bimhuist tekintik a világ egyik legjobb jazzklubjának. A Reguliersdwarsstraat az LGBT közösség és az éjszakai élet fő utcája.

### Fesztiválok

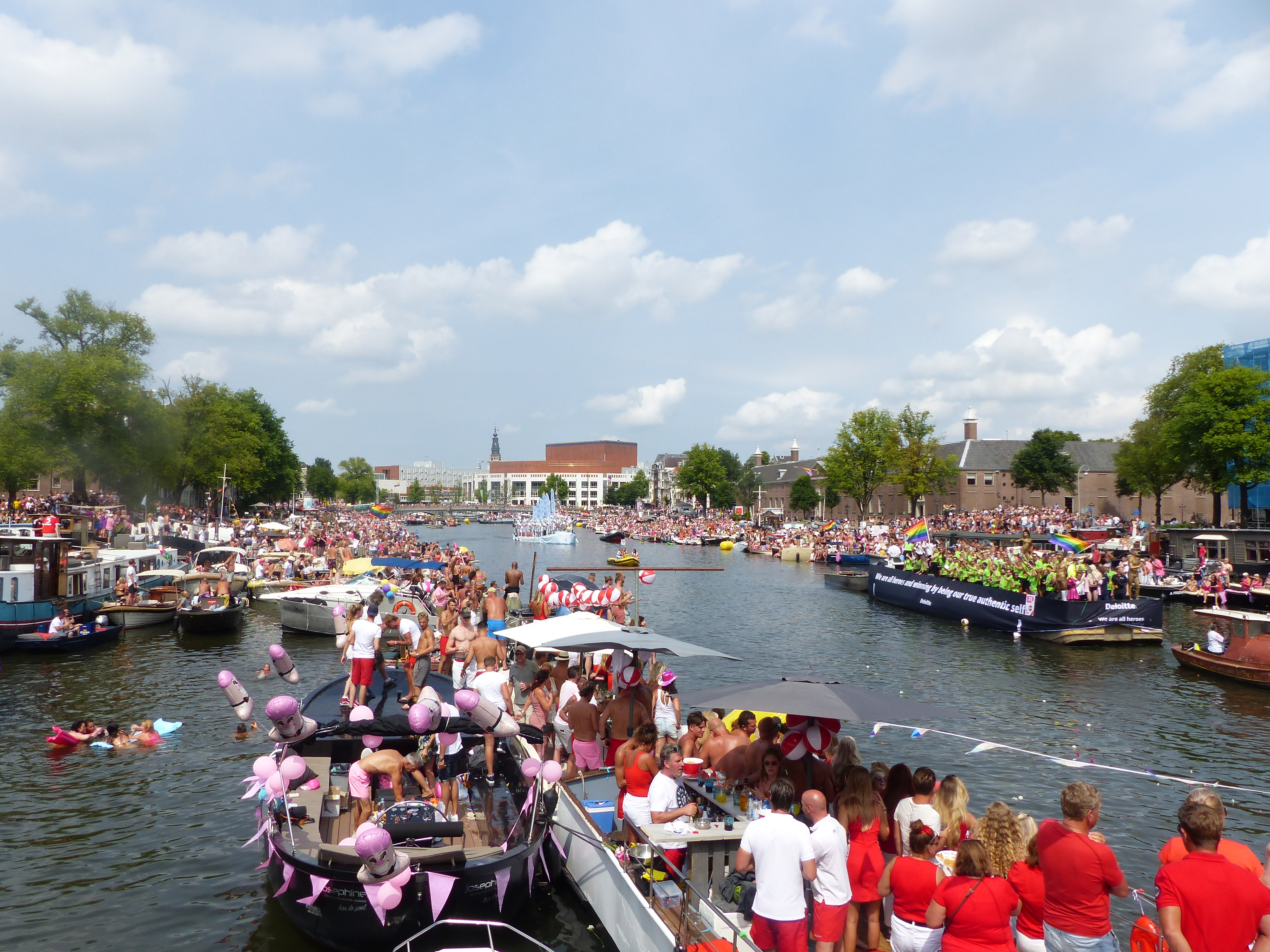
Amsterdam Pride 2018

2008-ban 140 fesztivál és rendezvény volt Amszterdamban.
A híres fesztiválok és rendezvények Amszterdamban a következőket foglalják magukban: a Koningsdag (amely Koninginnedagnak nevezték el 2013-ban Willem-Alexander király koronázásáig) (Király napja – királynő napja); a Holland Fesztivál az előadóművészetek számára; augusztusban az éves Prinsengrachtconcert (klasszikus koncert a Prinsen-csatornán); a "Stille Omgang" (csendes római katolikus esti előadás minden márciusban); Amszterdami Gay Pride; A Cannabis Kupa; és az Uitmarkt. A Koninginnedag miatt, amelyet minden évben április 30-án tartottak, több százezer ember utazik Amszterdamba, hogy ünnepeljenek a városlakókkal. Az egész város túlzsúfolva lesz olyan emberekkel, akik a freemarketből vásárolnak termékeket, vagy meglátogatják az egyik koncertet a sok közül.
Az éves Holland Fesztivál Európa szerte nemzetközi művészeket és látogatókat vonz. Az Amszterdami Gay Pride egy csónakos felvonulás az amszterdami csatornákon, amelyet minden év augusztusának első szombatján tartanak. Az éves Uitmarkt egy háromnapos kulturális esemény a kulturális szezon elején augusztus végén.

## Sport

### Olimpia
1928-ban Amszterdamban rendezték meg a IX. nyári olimpiai játékokat.

### Labdarúgás

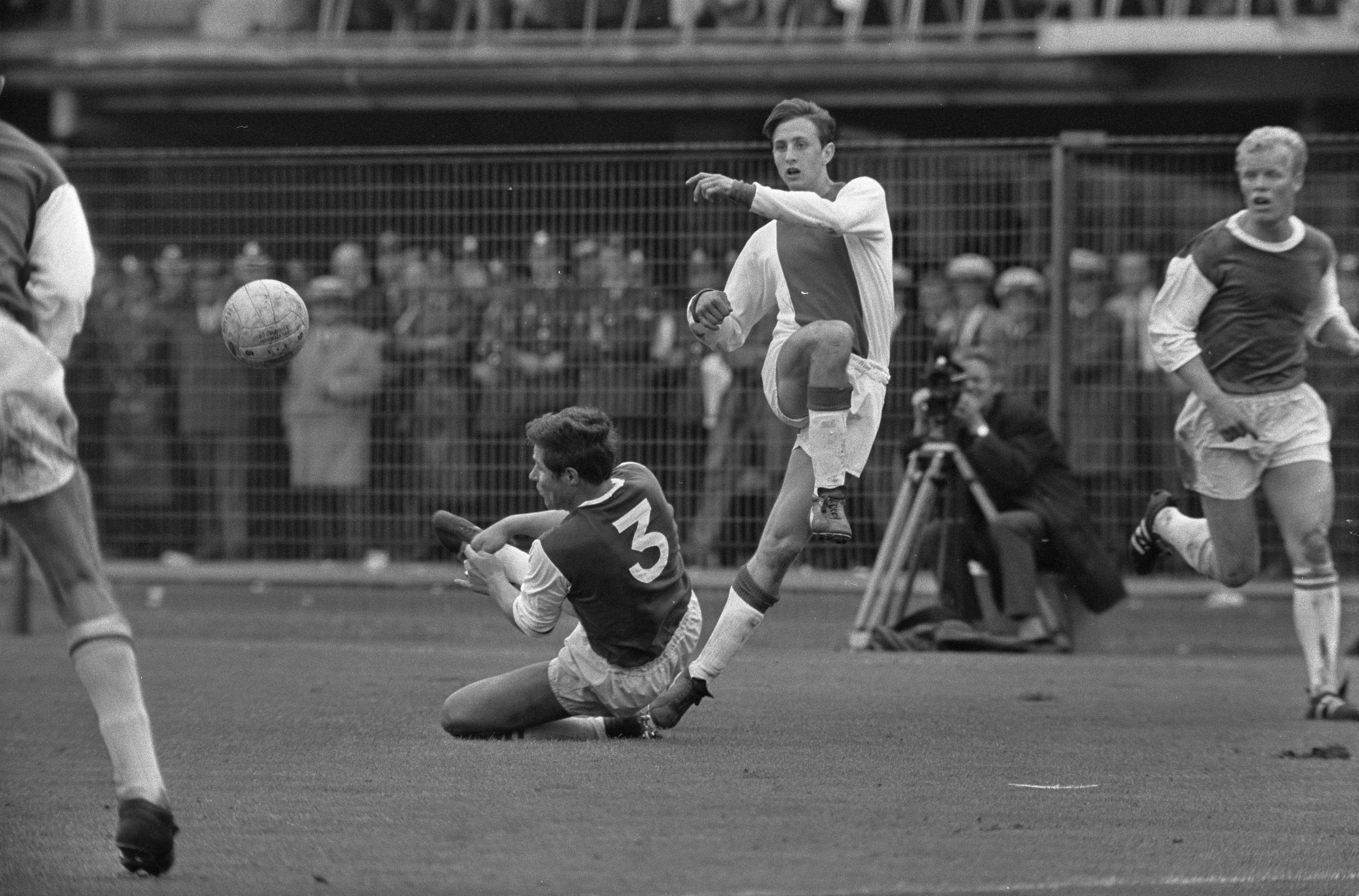
AFC Ajax játékos Johan Cruyff, 1967

Amszterdam a holland labdarúgó-bajnokság első osztálya (holland nyelven: eredivisie) legsikeresebb és egyik leghíresebb csapatának, az Ajax Amsterdamnak a bázisa. A csapatnak 1934-től Stadion De Meer adott otthont. 1996-ban a csapat a 2000-es labdarúgó-Európa-bajnokságra akkor felépített Amsterdam Arena stadionba tette át székhelyét.

## Közlekedés

### Vasúti
Amszterdamot a Nederlandse Spoorwegen (holland vasút) tíz állomása szolgálja ki. A helyi vasút állomásai: Lelylaan, RAI, Holendrecht, Muiderpoort és Science Park. Öt nemzetközi állomás van: a Sloterdijk, a Zuid, az Amstel, a Bijlmer ArenA és az Amsterdam Centraal. Az utóbbiról állomásról rendszeres járatok indulnak olyan célállomásokra, mint Ausztria, Fehéroroszország, Belgium, Csehország, Dánia, Franciaország, Németország, Magyarország, Lengyelország, Oroszország, Svájc és az Egyesült Királyság. Ezek a vonatok a Hollandse Spoorwegen (Amsterdam-Berlin), az Eurostar (Amszterdam-Brüsszel-London), a Thalys (Amszterdam-Brüsszel-Párizs / Lille) és az InterCityExpress (Amsterdam-Köln-Frankfurt) nemzetközi vonatai.

### Közúti
Amszterdamot 1932-ben tették meg a holland autópályarendszer csomópontjává. A második világháború kitörése és a prioritások megváltoztatása után csak az A1, A2 és A4 útvonalak érintik Amszterdamot az eredeti terv szerint. A Rotterdamba tervezett A3-ast 1970-ben törölték a Groene Hart zöldterületének megőrzése érdekében. Az A8-as út, északra Zaandamig és az A10-es körgyűrűig, 1968 és 1974 között nyílt meg. Az A7-es és az A6-os autópályák is Amszterdam közelébe vezetnek.
A város körüli A10 körgyűrű összeköti Amszterdamot a holland nemzeti autópálya-hálózattal. Az A10-es csomópontok lehetővé teszik az autók számára, hogy bejussanak a városba azáltal, hogy átkerülnek a 18 városi út egyikére. Az S100 Centrumring egy kisebb körgyűrű, amely kerüli a város központját.
A város központjában alig használnak autót. A parkolási díjak drágák, és sok utca az autók számára zárva vagy egyirányú. Az önkormányzat szponzorálja a carsharing és carpooling kezdeményezéseket, mint az Autodelen és a Meerijden.nu.

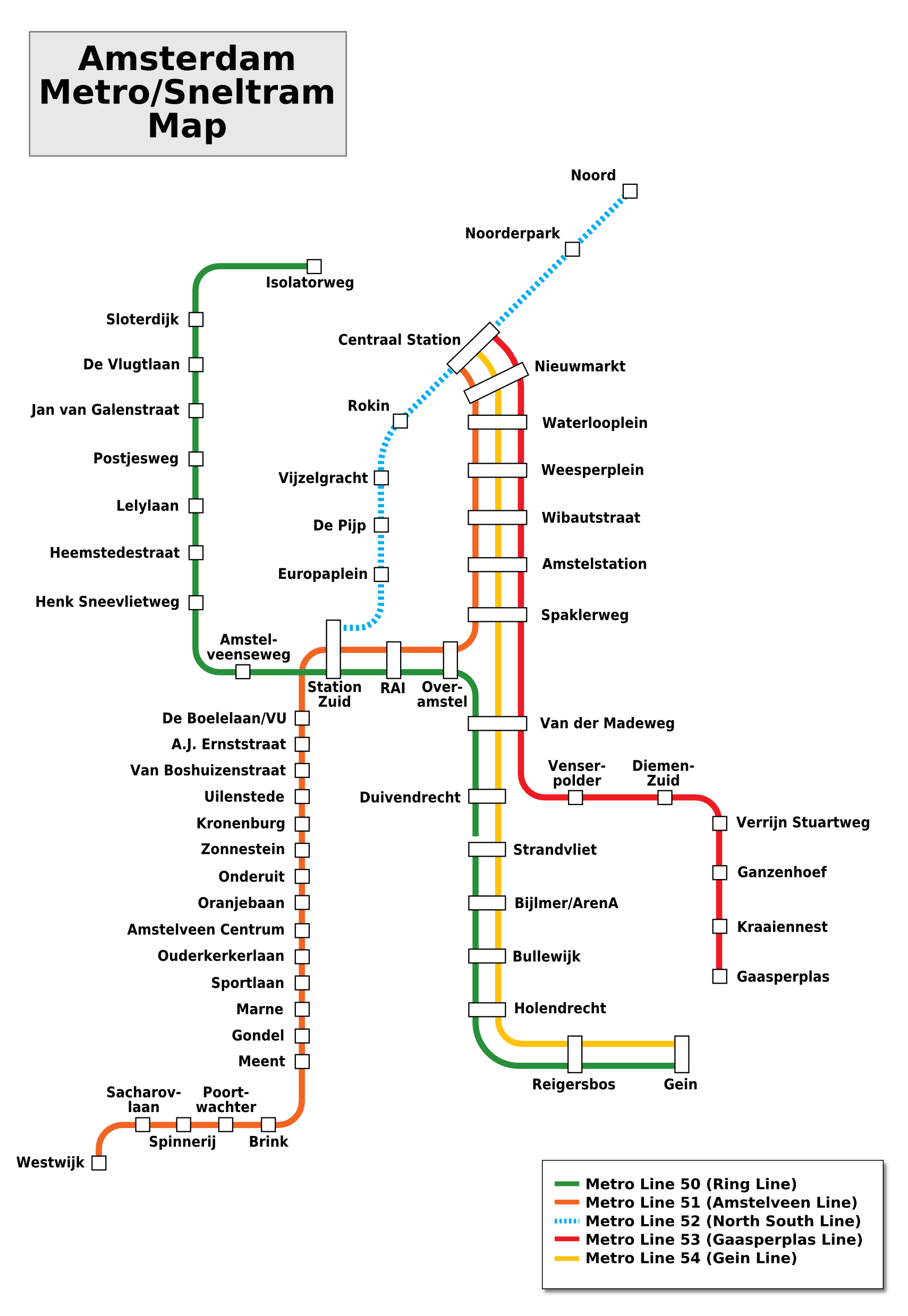
Amszterdam metró térképe

### Metró, villamos és busz
Jelenleg tizenhat villamosút és öt metróvonal van. Mindegyiket a Gemeentelijk Vervoerbedrijf (GVB) önkormányzati tömegközlekedési szolgáltató működteti, amely a városi buszjáratokat is üzemelteti. Az amszterdami metró első vonalát 1977-ben adták át. Mára a hálózat hossza 52 km, az állomások száma 52. A 2020-as években heti forgalma 1,4 millió fő körül mozog.
Négy díjmentes GVB komp visz gyalogosokat és kerékpárosokat az IJ-tó partjáról Amszterdam-Noord városhoz, és két, a kikötőben keletre és nyugatra közlekedő kompjáratot is üzemeltet. Vannak magántulajdonú üzemeltetésű vízi taxik, vízibuszok, elektromos kölcsönző csónakok és csatornahajók, amelyek az amszterdami csatornákon szállítják az embereket.
A regionális buszokat és néhány külvárosi buszt a Connexxion és az EBS üzemeltet. A nemzetközi buszjáratokat az Eurolines indítja az amszterdami Amstel pályaudvarról, az Amszterdami Sloterdijk vasútállomásról az IDBUS és a Megabus város keleti részén található Zuiderzeeweg-től.
Az amszterdami központba való könnyebb közlekedés megkönnyítése érdekében a városban különböző P + R parkolók állnak rendelkezésre, ahol az emberek megfizethető áron parkolhatják autóikat.

## Fordítás
- Ez a szócikk részben vagy egészben  az   Amsterdam című holland Wikipédia-szócikk ezen változatának fordításán alapul.  Az eredeti cikk szerkesztőit annak laptörténete sorolja fel. Ez a jelzés csupán a megfogalmazás eredetét és a szerzői jogokat jelzi, nem szolgál a cikkben szereplő információk forrásmegjelöléseként.